# Jaeden Martell
Pour les articles homonymes, voir Martell (homonymie).
 (janvier 2018).
Si vous disposez d'ouvrages ou d'articles de référence ou si vous connaissez des sites web de qualité traitant du thème abordé ici, merci de compléter l'article en donnant les références utiles à sa vérifiabilité et en les liant à la section « Notes et références ».
Jaeden Martell, de son nom de naissance Jaeden Wesley Lieberher, né le 4 janvier 2003 à Philadelphie, est un acteur américain. Il est plus connu pour son rôle de Bill Denbrough dans les films adaptés du roman Ça de Stephen King.

## Biographie
Jaeden Martell est né le 4 janvier 2003 à Philadelphie, États-Unis. Sa mère est Angela Martell et son père est le célèbre chef de cuisine Wes Lieberher (en). Sa grand-mère Chisun Martell est coréenne.
Il a des demi-frères et sœurs, Jovi, Sydney et Hayes Lieberher.
Il déménage à Los Angeles à l'âge de huit ans.
Il change son nom de famille à partir de 2019 et prend le nom de famille de sa mère (Martell) comme crédit dans les films et séries dans lesquels il apparaît.

### Vie privée
Entre 2017 et 2018, il est en couple avec l’actrice et star des réseaux sociaux Lilia Buckingham (en).

## Carrière
Il commence sa carrière au cinéma en 2014 avec les films St. Vincent de Theodore Melfi aux côtés de Bill Murray et Naomi Watts et Comment séduire une amie.
En 2015, il joue dans la série Masters of Sex et le film Welcome Back. Il est révélé au grand public l'année suivante dans le film Midnight Special de Jeff Nichols avec Michael Shannon, Joel Edgerton et Kirsten Dunst.
En 2017, il retrouve Naomi Watts dans The Book of Henry et incarne Bill Denbrough enfant dans le premier volet de Ça.
En 2019, il reprend son rôle dans Ça : Chapitre deux et joue également dans À couteaux tirés de Rian Johnson avec Daniel Craig, Chris Evans, Ana de Armas, Jamie Lee Curtis, Toni Collette, Don Johnson, Michael Shannon (qu'il retrouve après Midnight Special) et Katherine Langford (entre autres).
En 2020, il est à l'affiche de la série Defending Jacob où il retrouve Chris Evans après À couteaux tirés et joue également avec Michelle Dockery.

## Filmographie

### Cinéma
- 2014 : St. Vincent de Theodore Melfi : Oliver Bronstein
- 2014 : Comment séduire une amie (Playing It Cool) de Justin Reardon : Le narrateur enfant
- 2015 : Welcome Back (Aloha) de Cameron Crowe : Mitchell
- 2016 : Midnight Special de Jeff Nichols : Alton
- 2016 : The Confirmation de Bob Nelson : Anthony
- 2017 : The Book of Henry de Colin Trevorrow : Henry Carpenter
- 2017 : Ça (It) d'Andrés Muschietti : Bill Denbrough
- 2019 : Ça : Chapitre deux (It : Chapter Two) d'Andrés Muschietti : Bill Denbrough enfant
- 2019 : À couteaux tirés (Knives Out) de Rian Johnson : Jacob Thrombey
- 2019 : Low Tide de Kevin McMullin : Peter
- 2019 : The True Adventures of Wolfboy de Martin Krejcí : Paul
- 2020 : The Lodge de Veronika Franz et Severin Fiala : Aidan
- 2022 : Metal Lords : Kevin
- 2022 : Le Téléphone de M. Harrigan (Mr. Harrigan's Phone) de John Lee Hancock : Craig
- 2024 : Y2K de Kyle Mooney : Eli
- 2025 : Our Hero, Balthazar de Oscar Boyson : Balthazar

### Courts métrages
- 2013 : Grief de George Bessudo : l'enfant
- 2016 : Framed : The Adventures of Zion Man de Brenda Lee Lau : Walter

### Télévision

#### Séries télévisées
- 2015 : Masters of Sex : Johnny Masters
- 2020 : Defending Jacob : Jacob Barber
- 2023 : Barry : John Berkman Jr. adolescent (saison 4, épisode 8)

## Distinctions
- 2014 : Las Vegas Film Critics Society Awards : Youth in Film pour St. Vincent[1]
- 2014 : Phoenix Film Critics Society Awards : Best Perfomrance by a Youth in a Lead or Supporting Role - Male pour St. Vincent[2]
- 2018 : MTV Movie & TV Awards : Best On-Screen Team (avec Finn Wolfhard, Sophia Lillis, Jack Dylan Grazer, Wyatt Oleff, Jeremy Ray Taylor (en) et Chosen Jacobs) pour Ça[3]